# ЗИЛ-134
ЗИЛ-134 — опытный четырёхосный артиллерийский тягач, построенный в 1957 году в СКБ ЗИЛ под руководством Виталия Андреевича Грачёва. На нём была применена система централизованной подкачки шин, были применены шарниры Рцеппы, специально для него был создан уникальный двигатель ЗИЛ-Э134 V12. На летних и зимних испытаниях продемонстрировал непревзойдённые ходовые качества, взял доселе недоступный для колёсных транспортных средств подъём в 40 градусов, взбирался на 1,5-метровые брустверы, преодолевал двухметровые рвы, буксировал в гололёд самолёт Ту-104, валил в лесу ели и сосны диаметром до 400 мм, на болоте с ним не мог конкурировать даже так называемый «король бездорожья» ЗИЛ-157. ЗИЛ-134 хорошо буксировал по вязкой почве пушку КС-30.
Проект не получил развития из-за недоработанного двигателя (освоение двенадцатицилиндровых двигателей отменили, а никакой другой для такого мощного, тяжёлого и высокопроходимого автомобиля не подходил). Один опытный образец был передан на БАЗ в качестве прототипа будущего БАЗ-930, а затем был передан в музей НИИИ-21 МО, где был уничтожен в 1967 году при ликвидации данного музея. Другой опытный образец был передан в качестве учебного пособия в МВТУ имени Баумана на факультет СМ-10 (колёсные машины), где пропал, и его судьба неясна до сих пор.

## Технические характеристики
- Масса сухая — 10,5 тонн
- Масса собственная — 14,0 тонн
- Ёмкость бензобака — 500 литров
- Мощность двигателя — 240 л. с. (в проекте, реальная составляла менее 200 л. с.)
- Размеры (Д×Ш×В) — 7160×2700×2650 мм
- Шины 40,64—50,8 см
- Колёсная база — 1450+1450

## Другие факты
- Второму опытному образцу был присвоен номерной знак ЭЕ 25-92.
- ЗИЛ-134 внешне похож на МАЗ-535. Различия между ними в технических характеристиках - массе, мощности двигателя и др.